# Лихтенворт
Лихтенворт (  насеље је у аустријској покрајини Доња Аустрија. Према подацима из 2014. године у насељу је живело 2.804 становника.

## Познате особе
Доминик Тим - аустријски професионални тенисер.